# ۱۰۷۱ (قمری)
۱۰۷۱ (قمری)، هزار و هفتاد و یکمین سال در گاهشماری هجری قمری است. اول محرم این سال برابر با ششم سپتامبر سال ۱۶۶۰ میلادی است.

## درگذشتگان
- نظام‌الدین احمد گیلانی

## وابسته
- ملا عبدالله فاضل تونی